# Otigba Kenneth
Otigba Kenneth Karim (Kaduna, 1992. augusztus 29. –) nigériai származású magyar válogatott labdarúgó, jelenleg a Vasas játékosa.

## Pályafutása

### Klubcsapatokban

#### Heerenveen
Gyulán kezdte elsajátítani a labdarúgás alapjait, majd a Békéscsabán folytatta, ahonnan az angol Liverpool FC és a holland SC Heerenveen is felfigyelt rá 2008-ban. Júliusban próbajátékon vett részt az angol együttesnél, majd Rafa Benítez hároméves szerződést kínált neki. Végül augusztusban elfogadta a SC Heerenveen ajánlatát. A korosztályos csapatokban szerepelt, majd felkerült a tartalékok közé. 2011 júniusában több angol klub és a Debreceni VSC is érdeklődött iránta. 2011 augusztusától Arsenio Valpoort és Doke Scmidt mellett ő is a felnőtt keret tagja lett a 2011-12-es szezonban. Az AFC Ajax elleni mérkőzésen a kispadra nevezte edzője.
A 2012-13-as szezonban az Európa-liga selejtezőjében a Rapid Bucureşti elleni hazai, illetve vendég mérkőzésen is a kispadon kapott szerepet Marco van Basten vezetőedzőtől. A bajnokságban a Feyenoord ellen is a kispadon szerepelt, de most sem lépett pályára. 2012. december 16-án az Utrecht ellen mutatkozott be a Holland első osztályban, a 75. percben lépett csereként pályára a 3-1-re elvesztett mérkőzésen. Pár nappal később csereként a holland kupában is bemutatkozott, a Feyenoord együttese ellen. A szezon során a Vitesse és a Heracles Almelo, valamint az Utrecht ellen lépett pályára csereként. A szezon során új mezszámot is kapott klubjától, a 18-as számot.
A 2013-14-es szezonban a 2-es mezszámot kapta meg. A felkészülési idő alatt a felnőtt keret tagja volt továbbra is rendszeres játék időt kapott Marco van Basten vezetőedzőtől. A bajnokság első mérkőzésén kezdőként lépett pályára az Alkmaar ellen és végig ott is maradt. A következő három bajnokin is pályára lépett kezdőként, a NAC Breda, a Heracles Almelo és az Ajax Amsterdam ellen. Szeptember 15-én a bajnokságban megszerezte az első gólját a Heerenveen játékosaként a Groningen ellen. Az 55. percben, 2-1-es állásnál volt eredményes, a norvég Magnus Eikrem szögletét fejelte a hálóba. Október 19-én második gólját is megszerezte a bajnokságban a SBV Vitesse ellen 3-2-re elvesztett mérkőzésen, ahol egy szögletet bólintott a kapuba. Ezek után a Heerenveen hivatalos honlapján jelentette be, hogy meghosszabbította a labdarúgó szerződését. Az új megállapodás értelmében a futballista 2016-ig marad az együttesnél, a kontraktus két évvel meghosszabbítható.
November elején a RKC Waalwijk ellen hazai pályán 5-2-re megnyert összecsapáson már a harmadik gólját szerezte a szezon során. Az ADO Den Haag ellen a 92. percben Yanic Wildschut védők mögé beívelt labdáját remek mozdulattal kapásból vágta a léc alá. Januárban Varga Szabolcs személyében az MTK-tól magyar csapattársat is kapott. 2014 február 1-jén az ADO Den Haag ellen az 58. percben megszerezte ötödik gólját is a szezonban, méghozzá egy szabadrúgás után, a labdát a kapus kezei közül a hálóba pöccintve. A Groningen ellen 72. percig a pályán volt, ekkor azonban piros lapot kapott. Ezzel járó eltiltása csak a minimális, automatikusan járó egy mérkőzést kellett hogy kihagyjon, mégpedig az Ajax elleni mérkőzést. A szezon további részében többnyire csak a kispadon kapott helyet az első csapatban.
A nyári felkészülési időszak alatt gólt lőtt egy biciklicselt követően a Maastricht csapatának, amivel beállította a 2-0-s végeredményt. Augusztusban az FC Utrecht elleni bajnokin gólpasszt jegyzett. 24 bajnoki és nemzetközi mérkőzésen lépett pályára, de gólt nem szerzett a szezon során. A 2015-16-os szezon előtti felkészülési idő latt, több angol klub is érdeklődött iránta, valamint a Ferencváros is. A magyar klub soknak tartotta az érte kért összeget, ezért nem jött létre az átigazolás. Idénybeli első gólját a Twente ellen szerezte meg, csapata második gólját a mérkőzésen. Az SBV Excelsior ellen a 22. percben egy szöglet utáni kavarodás végén talált be. A Willem II ellen a kispadon kezdő Otigba a szünetben, 0–1-es állásnál lépett pályára, csapata a 71. percben egyenlített, ő pedig négy perccel később, egy szögletet követő fejessel szerezte meg a vezetést. A 3–1-es végeredményt Sam Larsson a 85. percben állította be. A mérkőzés után a forduló válogatottjába bekerült. A 2016-17-es szezonra a török első osztályú Kasimpasáhozl került kölcsönbe. Első bajnoki gólját szeptember 9-én szerezte az İstanbul Başakşehir ellen. Az Eredivisie-ben összesen 82 mérkőzésen játszott és nyolc gólt szerzett

#### Ferencvárosi TC
2017. június 16-án hivatalossá vált, hogy a Ferencvároshoz igazolt. A 2017–2018-as szezonban alapembere volt a csapatnak, huszonnégy bajnokin lépett pályára, azonban 2018 májusában a Videoton elleni mérkőzésen súlyios sérülést szenvedett, majd műtét és többhónapos kihagyás várt rá. Augusztus végén, három hónappal a sérülése után kezdhette el újra az edzéseket. A 2018–2019-es szezon első felében mindössze háromszor szerepelt a bajnokságban, majd újabb sérülést szenvedett, 2019 januárjában lábközépcsonttörés miatt kellett megműteni. Miután sérülése nem javult, 2019 nyarán újabb műtéten esett át. 2020 januárjában, a 2019–2020-as szezon 17. fordulójában, másfél éves kihagyást követően lépett újra pályára bajnoki mérkőzésen. 2020 nyarán távozott a Ferencvárostól. Három szezon alatt összesen 37 bajnokin jutott szóhoz, két bajnoki címet nyert a zöld-fehér csapattal.

#### Vasas
2020. szeptember 22-én az NB II-ben szereplő Vasashoz írt alá.

### A válogatottban
Az U14-es válogatottól minden korosztályos csapatban szerepelt. Az U17-es válogatott csapatkapitánya volt, valamint a magyar U21-es labdarúgó-válogatott mérkőzésein is szerepelt.
A nigériai szövetség és a Magyar Labdarúgó-szövetség is figyelemmel követte Otigba játékát, mivel felnőtt szinten a két ország közöl csak ez egyik válogatott színeiben léphetett később pályára.
2015. március 16-án Dárdai Pál, a magyar labdarúgó-válogatott akkori szövetségi kapitánya meghívót küldött neki a Görögország elleni 2016-os labdarúgó-Európa-bajnokság selejtező mérkőzésére, de Otigba közölte, hogy Nigériát választotta.
2018 márciusában meghívót kapott Georges Leekens szövetségi kapitánytól a kazah és a skót válogatott elleni felkészülési mérkőzésekre készülő 37 fős magyar válogatott bő keretébe.

## Sikerei, díjai

### Klubcsapatokkal
Ferencváros
- Magyar bajnoki ezüstérmes: 2017–2018
- Magyar bajnok (2): 2018–2019,[44] 2019–2020[45]

 Vasas
- Magyar másodosztályú bajnok: 2021–22

## Statisztika

### Klubcsapatokban
2023. február 3-án frissítve.
| Klub        | Szezon   | Bajnokság | Bajnokság | Kupa  | Kupa | Nemzetközi | Nemzetközi | Egyéb | Egyéb | Összesen | Összesen |
| Klub        | Szezon   | Mérk.     | Gól       | Mérk. | Gól  | Mérk.      | Gól        | Mérk. | Gól   | Mérk.    | Gól      |
| ----------- | -------- | --------- | --------- | ----- | ---- | ---------- | ---------- | ----- | ----- | -------- | -------- |
| Heerenveen  | 2011–12  | 0         | 0         | 0     | 0    | -          | -          | 0     | 0     | 0        | 0        |
| Heerenveen  | 2012–13  | 3         | 0         | 1     | 0    | -          | -          | 1     | 0     | 5        | 0        |
| Heerenveen  | 2013–14  | 24        | 5         | 3     | 0    | -          | -          | 1     | 0     | 28       | 5        |
| Heerenveen  | 2014–15  | 24        | 0         | 1     | 0    | -          | -          | 4     | 0     | 29       | 0        |
| Heerenveen  | 2015–16  | 31        | 3         | 3     | 0    | -          | -          | -     | -     | 34       | 3        |
| Heerenveen  | Összesen | 82        | 8         | 8     | 0    | 0          | 0          | 6     | 0     | 96       | 8        |
| Kasımpaşa   | 2016–17  | 15        | 1         | 5     | 2    | -          | -          | -     | -     | 20       | 3        |
| Kasımpaşa   | Összesen | 15        | 1         | 5     | 2    | 0          | 0          | 0     | 0     | 20       | 3        |
| Ferencváros | 2017–18  | 24        | 1         | 1     | 0    | 1          | 0          | -     | -     | 26       | 1        |
| Ferencváros | 2018–19  | 3         | 0         | 2     | 0    | -          | -          | -     | -     | 5        | 0        |
| Ferencváros | 2019–20  | 12        | 0         | 0     | 0    | -          | -          | -     | -     | 12       | 0        |
| Ferencváros | Összesen | 39        | 1         | 3     | 0    | 1          | 0          | 0     | 0     | 43       | 1        |
| Vasas       | 2020–21  | 13        | 4         | 0     | 0    | 0          | 0          | -     | -     | 13       | 4        |
| Vasas       | 2021–22  | 25        | 4         | 1     | 0    | 0          | 0          | -     | -     | 26       | 4        |
| Vasas       | 2022–23  | 22        | 1         | 2     | 1    | 0          | 0          | -     | -     | 24       | 2        |
| Vasas       | Összesen | 60        | 9         | 3     | 1    | 0          | 0          | 0     | 0     | 63       | 10       |
| Összesen    | Összesen | 196       | 19        | 19    | 3    | 1          | 0          | 6     | 0     | 222      | 22       |

### A válogatottban
| Magyarország | Magyarország | Magyarország |
| Év           | Mérk.        | Gólok        |
| ------------ | ------------ | ------------ |
| 2018         | 2            | 0            |
| Összesen     | 2            | 0            |

### Mérkőzései a válogatottban
| Magyarország | Magyarország      | Magyarország             | Magyarország | Magyarország | Magyarország | Magyarország | Magyarország | Magyarország |
| #            | Dátum             | Helyszín                 | Hazai        | Eredmény     | Vendég       | Kiírás       | Gólok        | Esemény      |
| ------------ | ----------------- | ------------------------ | ------------ | ------------ | ------------ | ------------ | ------------ | ------------ |
| 1.           | 2018. március 23. | Budapest, Groupama Aréna | Magyarország | 2 – 3        | Kazahsztán   | barátságos   | -            | 53'          |
| 2.           | 2018. március 27. | Budapest, Groupama Aréna | Magyarország | 0 – 1        | Skócia       | barátságos   | -            | 90+1'        |
|              | Összesen          |                          |              | 2            | mérkőzés     |              | 0            | gól          |